# 马修·谢巴德基金会
马修·谢巴德基金会（英語：Matthew Shepard Foundation）是美国一家LGBT非营利组织，其总部位于怀俄明州的卡斯珀市。该基金会由丹尼斯·谢巴德和茱蒂·谢巴德于1998年12月成立，以纪念他们的儿子马修·谢巴德。 马修·谢巴德基金会主要进行相关的教育、外展及倡议项目。

## 基金会历史
1998年10月，在他们的儿子马修·谢巴德于美国怀俄明州被谋杀之后，丹尼斯和茱蒂·谢巴德着手努力让人们了解到仇恨在社会中的负面影响，以及为倡导反暴力。他们在同年12月就创办了马修·谢巴德基金会，以纪念他们的儿子并践行他们的目标。 茱蒂于1999年到2009年期间担任基金会的执行董事，现在则担任董事会的董事长。

### 马修·谢巴德重点奖学金
2006年和2007年期间，马修·谢巴德基金会与重点基金会合作创建了“马修·谢巴德重点奖学金（The Matthew Shepard Point Scholarship）”。该奖学金每年为三名人士提供年度大学奖学金，金额为10,000美元或更多。除了奖学金之外，获奖的学者还会成为马修·谢巴德基金会青年咨询理事会（Matthew Shepard Foundation's Youth Advisory Council）的成员。获奖者的选择标准包括他们的“学术成就，以及目前参与LGBT社区程度和未来帮助推进LGBT平等的承诺”。

### 马修·谢巴德与小詹姆斯·伯德预防仇恨犯罪法

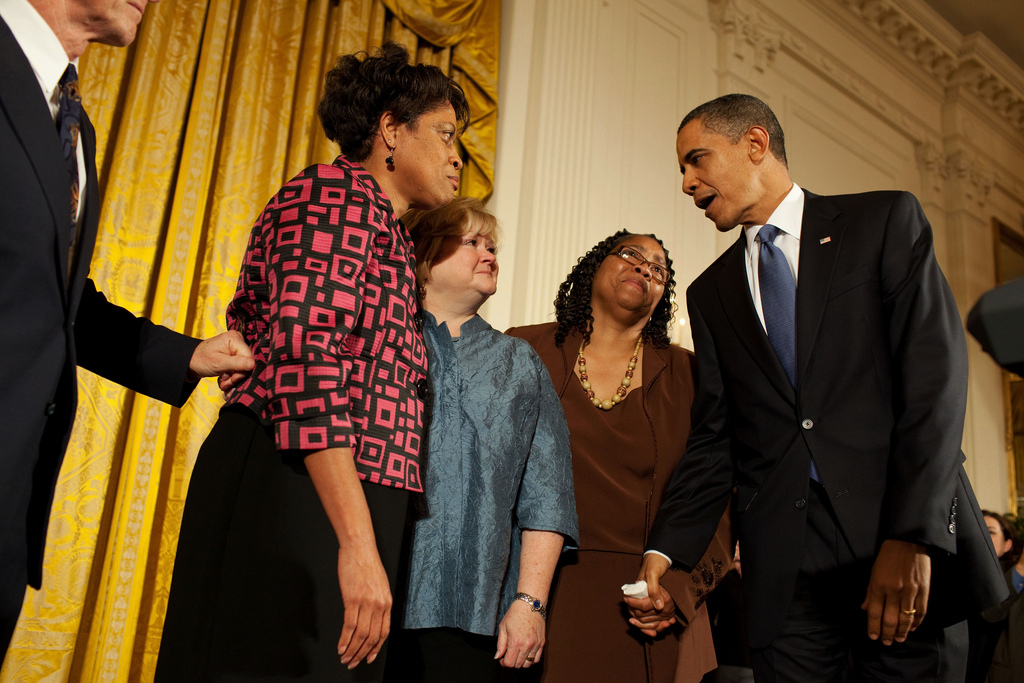
2009年10月，时任美国总统奥巴马在白宫招待会上接见茱蒂·谢巴德（中）及小詹姆斯·伯德谋杀案的姐妹卢文·哈里斯（左）和贝蒂·伯德·博特纳（右）。

自成立以来，马修·谢巴德基金会就在游说联邦、各州和各地方对预防仇恨犯罪进行立法。2009年10月22日，美国国会通过了《马修·谢巴德与小詹姆斯·伯德预防仇恨犯罪法》，该法案也被称为“马修·谢巴德法案”。